# Axinaea affinis
Axinaea affinis är en tvåhjärtbladig växtart som först beskrevs av Charles Victor Naudin, och fick sitt nu gällande namn av Célestin Alfred Cogniaux. Axinaea affinis ingår i släktet Axinaea och familjen Melastomataceae. Inga underarter finns listade i Catalogue of Life.